# Art nouveau en Italie
Pour les articles homonymes, voir Liberty.

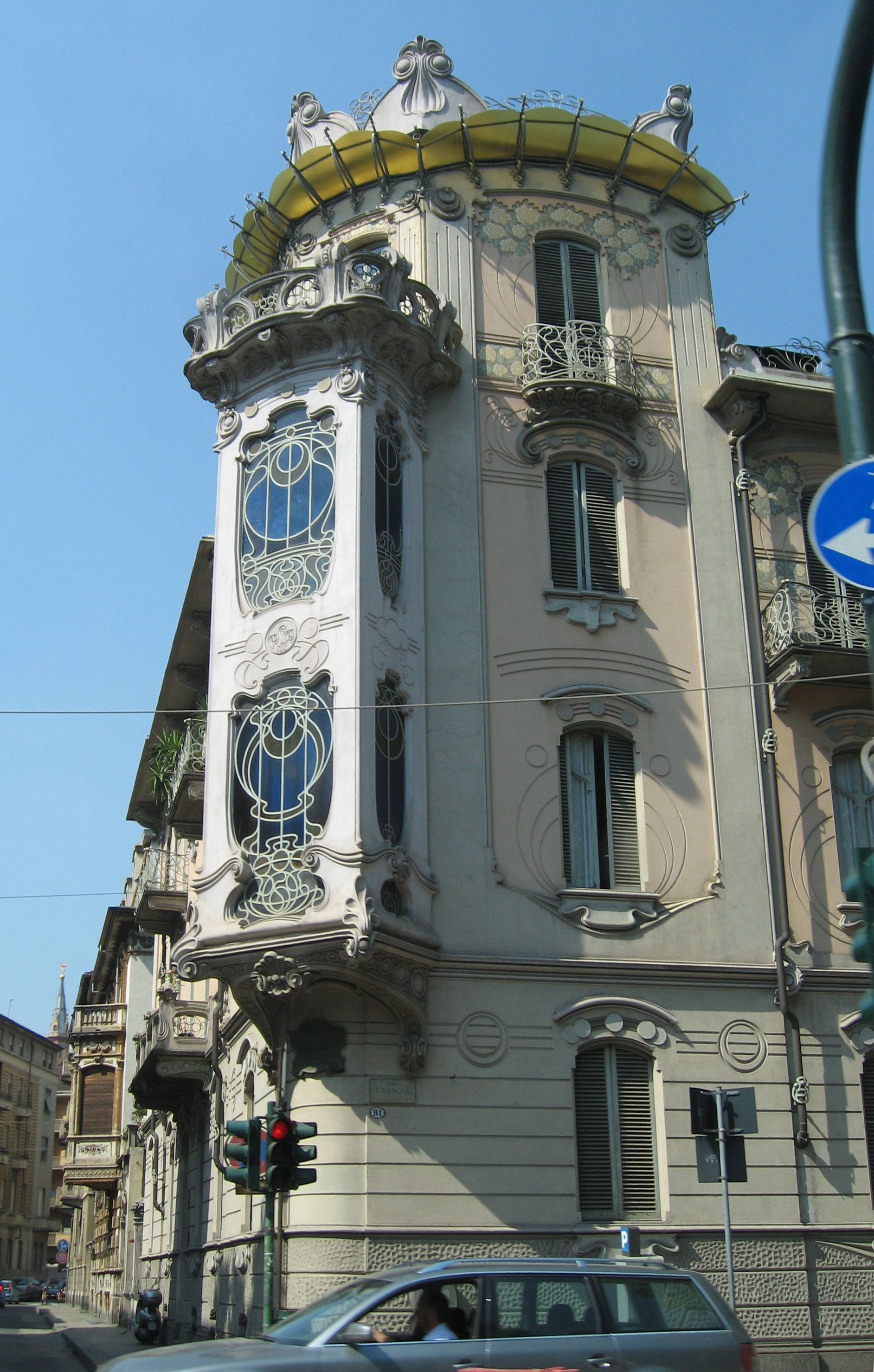
Casa Fenoglio-Lafleur, à Turin.

L'Art nouveau apparaît en Italie sous les noms génériques floreale, arte nuova et stile Liberty (du nom d'un magasin londonien) à la fin du XIXe siècle. Influencés par l'explosion créatrice autrichienne (Sezessionsstil), britannique (Arts & Crafts), française et belgo-néerlandaise (Nieuwe Kunst), etc., les artistes italiens développent leur propre vision moderniste, s'ouvrant également à de nombreux créateurs étrangers.

## Histoire du mouvement

Il Sonno par O. Andreini, planche de l'album annuel Novissima (Milan, 1903).

Bien que l'Italie soit moins citée que d'autres pays pour ses artistes et ses réalisations Art nouveau, des artistes comme Raimondo D'Aronco, Ernesto Basile, Giuseppe Velati Bellini, Giovanni Beltrami, Giovanni Battista Bossi, Giuseppe Brega, Carlo Bugatti, Galileo Chini, Pietro Fenoglio, Giovanni Michelazzi, Cesare Saccaggi, Giuseppe Sommaruga et Antonio Vandone y ont œuvré.
Ottorino Andreini, Giuseppe Boano, Leonetto Cappiello, Umberto Brunelleschi, qui travaillèrent en France, Marcello Dudovich, Giovanni Mataloni, Leopoldo Metlicovitz, Mario Borgoni (it), Aleardo Terzi ou l'Allemand Adolfo Hohenstein furent parmi les grands affichistes et graphistes de ce courant.
L'Art nouveau se développe principalement à Palerme, Milan et Turin mais aussi à Bologne — où l'on trouve les villette Liberty de Paolo Sironi près de la porte de Saragosse, qui datent des années 1900 —, à Florence et de façon plus générale en Toscane, où il a connu dans certaines zones une phase artistique florissante. Il est possible de trouver d'autres réalisations à Varèse, Reggio de Calabre, dont le centre fut détruit après le tremblement de terre de 1908, a été en partie reconstruite dans ce style "Liberty" notamment par Giuseppe Sommaruga.
Enfin on en trouve aussi des exemples à Trieste — qui au début du XXe siècle ne faisait pas encore partie de l'Italie — (Casa Polacco, Casa Smolars, Casa Bartoni, Casa Valdoni, Palazzo Viviane Giberti, Pescheria Centrale), en Sicile, etc., ainsi qu'à Naples.
Les périodiques italiens marqués par ce style sont Emporium (Bergame, 1895), Novissima (Milan, 1901), Ars et Labor (Milan 1906), La Casa (1908)...

### Ligurie
- la Villa Zanelli à Savone.

### Milan
Milan offre en particulier deux rues qui concentrent la majorité des œuvres architecturales : la via Pisacane et la via Malpighi.

### Naples
- Art nouveau à Naples (it)

- Boutique Lotto Zero
- Caffè Gambrinus
- Galerie Humbert Ier
- Galerie Prince de Naples
- Palais Acquaviva Coppola

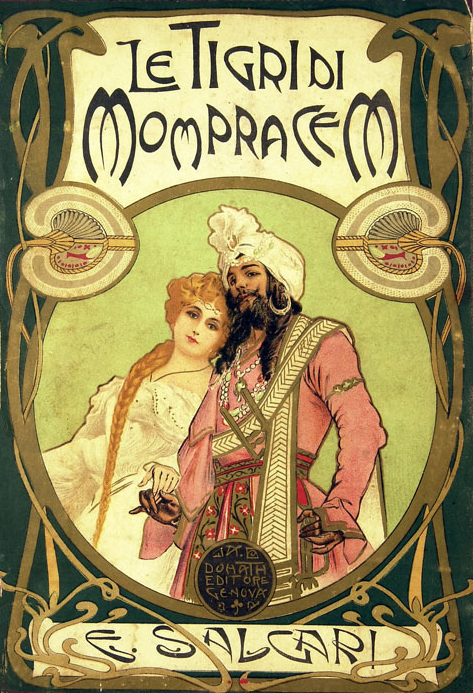
Couverture stile Liberty signée du napolitain Alberto Della Valle pour Le Tigri de Mompracem d'Emilio Salgari (1re édition, Donath Editore, Gênes, 1900). Un énorme succès.

- ex palais « Grand Eden Hotel » ; Villa Maria
- Palais Leonetti
- Palais Mannajuolo
- Palais Paradisiello
- Palais Rocco (it)
- Palais Velardi (it)
- ex spa d'Agnano (it)
- Villa Ascarelli
- Villa Elena e Maria
- Villa Pappone
- Villa Russo Ermolli

### Toscane
L'Art nouveau a eu une phase artistique florissante surtout en Toscane, dans les petites villes avec un fort développement urbain dans la première moitié du XXe siècle, comme les zones résidentielles et touristiques de Bagni di Lucca, Montecatini Terme et Viareggio ; le cas de la ville de Grosseto est singulier, car le stile Liberty a touché principalement le centre historique médiéval avec des bâtiments comme le palais Tognetti (1910) ou le Palazzo del Genio Civile (1911).
Dans la ville de Florence, l'architecte Giovanni Michelazzi a réalisé plusieurs maisons dont le Villino Giulio Lampredi (1910) ; cette ville est aussi le siège de maison d'édition qui s'ouvrent à ce nouveau mouvement graphique, comme Bemporad qui publie Il giornalino della Domenica, et Pilade Pollazzi qui publie la Scena illustrata. On peut aussi citer la Villa Ducloz-Dianola à Lucques.

### Turin
Turin a abrité l'Exposition des Arts décoratifs de 1902, particulièrement exemplaire et la Casa della Vittoria, construite dans cette même ville, possède une architecture représentative de ce style.